# Ilhota Guillermo
ilhota Guillermo é uma ilhota (cayo) do arquipélago cubano de Jardins do Rei da costa nordeste desse país, entre a chamada Baía Perros e o Oceano Atlântico, que possui cerca de 13 km².
É parte da Província Ciego de Ávila e da Municipalidade de Morón; a ilha é um popular destino turístico e possui quatro estações turísticas com tudo incluído, além de contar com uma das melhores praias do país (Praia Pilar), o acesso a ilha é possível através do Aeroporto Internacional de Jardines del Rey.
No norte da província cubana de Ciego de Ávila se localiza o que é considerado como um dos destinos de crescimento mais dinâmico no sector turístico do país e que responde ao nome colonial de Jardines del Rey.

## Praias
Entre suas maravilhosas praias conta com a Playa Pilar (Praia Pilar), nome em homenagem ao barco "El Pilar" do famoso escritor Ernest Hemingway. Esta praia conta com uma incrível paisagem de dunas que podem chegar a 15 metros de altura.